# Mario Ferrari Silva
Mario Alcides Ferrari Silva (Melo, Cerro Largo, Uruguay, 4 de mayo de 1923 - Montevideo, Uruguay, 25 de mayo de 1993) fue un magistrado y político uruguayo, quien se desempeñó como Fiscal de Corte y Procurador General de la Nación entre 1977 y 1987. Posteriormente fue subsecretario (viceministro) de Defensa Nacional en el primer gobierno de Julio María Sanguinetti entre 1987 y 1990.

## Primeros años
Nació en Melo el 4 de mayo de 1923, hijo de Leonardo Ferrari Biumi y de Noemí Silva Mestre.
A partir de 1953 se desempeñó como funcionario de la Fiscalía de Corte.
Paralelamente cursó estudios en la Facultad de Derecho de la Universidad de la República, donde se graduó como abogado en 1961.

## Fiscal Letrado en el interior
En junio de 1962 inició su carrera en la magistratura al ser nombrado Fiscal Letrado de Rivera.
En enero de 1967 fue trasladado al cargo de Fiscal Letrado de Florida.

## Fiscal Letrado en la capital
En septiembre de 1972 fue ascendido a cumplir funciones en Montevideo al ser nombrado Fiscal del Crimen de Segundo Turno.

## Fiscal de Corte
Al quedar vacante la Fiscalía de Corte en enero de 1977 por el nombramiento de su titular Fernando Bayardo Bengoa como ministro de Justicia, Ferrari fue encargado interinamente de la misma el 1° de febrero siguiente.
Pocos meses después, el 26 de abril de 1977, y tras obtener la venia del Consejo de Estado, fue designado en forma efectiva Fiscal de Corte y Procurador General de la Nación.
El Decreto Constitucional-Acto Institucional número 12, promulgado en noviembre de 1981, estableció por primera vez en su artículo 11 un límite de diez años de permanencia en el cargo para el Fiscal de Corte, al disponer que su duración en el cargo sería la determinada para los miembros de la Suprema Corte de Justicia.Hasta entonces no había existido otro límite para ocupar el cargo que el de los 70 años de edad fijado para todos los fiscales desde la ley de creación de la Alta Corte de Justicia de 1907 en su artículo 36.
Pese a que dicho DC-AI perdió vigencia al finalizar la dictadura cívico militar en 1985 y restaurarse en su integridad la Constitución de 1967, la limitación fue reiterada en los mismos términos por el artículo 404 de la ley de Presupuesto 15.809 promulgada en abril de 1986.
De acuerdo a esta disposición, Ferrari cesó en su cargo en abril de 1987 al cumplir el límite de diez años de permanencia en el mismo. Hasta la actualidad, es el único Fiscal de Corte en haber dejado el cargo por esta causal, pues los cuatro titulares posteriores lo abandonaron por otras causas antes de cumplir dicho plazo máximo. 
Fue sucedido como Fiscal de Corte por Rafael Robatto.

## Subsecretario de Defensa Nacional
Pocos meses después, el 27 de noviembre de 1987, Ferrari fue nombrado por el presidente Julio María Sanguinetti y el nuevo ministro de Defensa Nacional Hugo Medina como subsecretario de dicha cartera,sucediendo a José María Robaina Ansó.
Permaneció en dicho cargo durante poco más de dos años, hasta el final del gobierno de Sanguinetti en marzo de 1990, cuando al asumir el nuevo presidente Luis Alberto Lacalle, Medina y Ferrari fueron sucedidos como ministro y subsecretario de Defensa Nacional por Mariano Brito y Carlos Delpiazzo respectivamente.

## Fallecimiento
Mario Ferrari Silva falleció en Montevideo el 25 de mayo de 1993, pocas semanas después de cumplir los 70 años de edad.